# Friedrich Carl Witte
Friedrich Carl Julius Richard Wilhelm Witte (* 6. Juli 1864 in Rostock; † 24. Mai 1938 in Fürstenberg/Havel) war ein deutscher Chemiker, Fabrikant und Politiker.

## Leben
Friedrich Carl Witte war ein Sohn des Rostocker Apothekers, Fabrikanten und Parlamentariers Friedrich Witte und dessen Ehefrau Anna, geborene Schacht (1834–1910). Nach dem Besuch der Großen Stadtschule Rostock und des Stadtgymnasiums in Stettin folgte ab 1883 ein Chemiestudium an der Universität in Rostock. 1885 war er am Eidgenössischen Polytechnikum Zürich sowie an der Universität Genf. Von 1886 bis 1888 absolvierte er eine Ausbildung in der chemischen Fabrik seines Vaters, verbunden mit einem weiteren Studium an der Rostocker Universität. 1888/89 weilte er für zwei Semester erneut in Genf, wo er bei Sigmund Levy promovierte mit dem Thema „Recherches sur le Diacétyle Tétrachloré“. Der weitere Berufsweg begann mit Studienreisen nach England und in die USA.

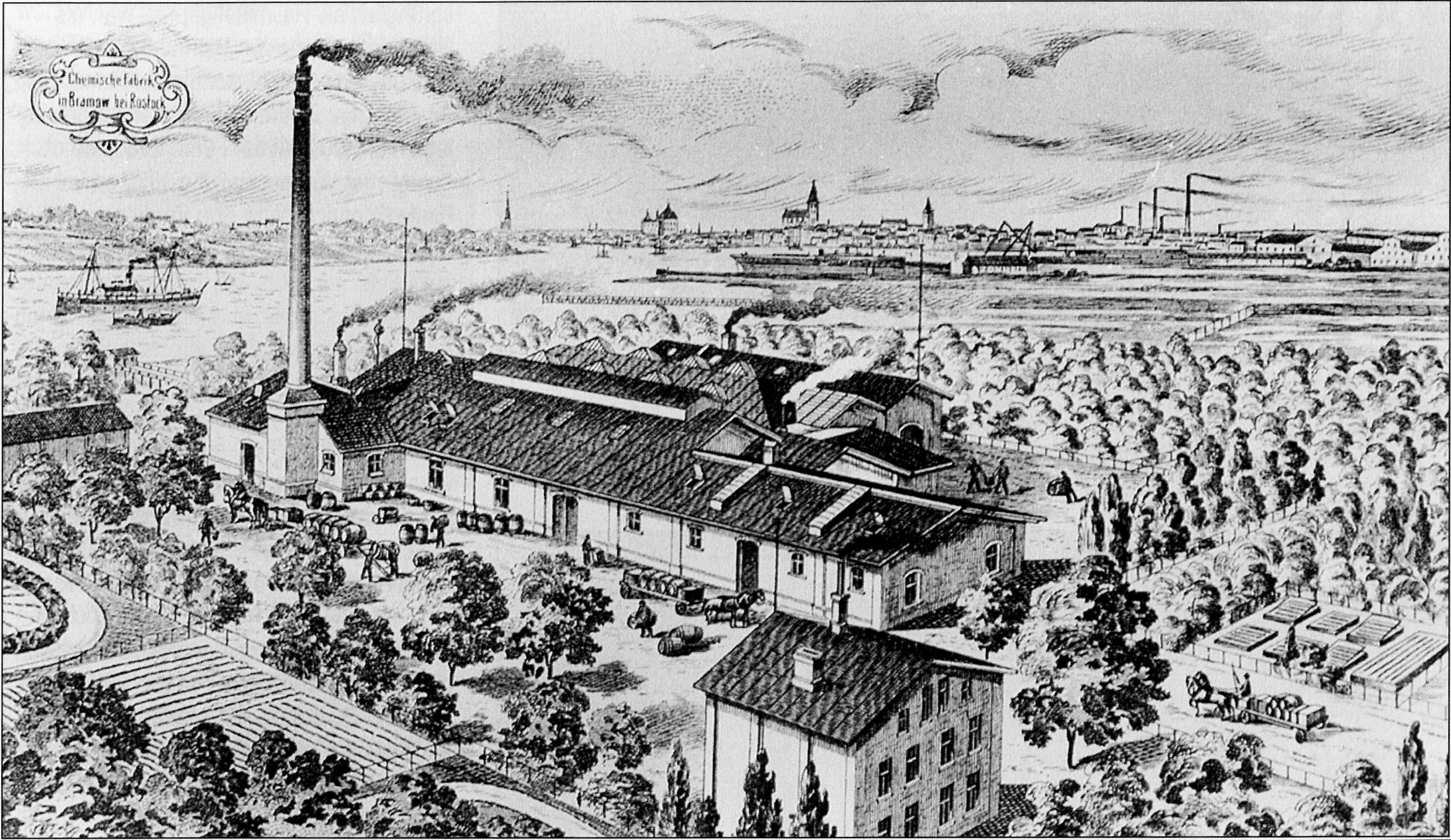
Wittes Chemische Fabrik in Bramow bei Rostock

1890 trat er als Chemiker in die väterliche Firma ein und übernahm nach dessen Tod im Jahr 1893 die Führung der Chemischen Fabrik und Drogengroßhandlung Friedrich Witte. Die chemischen Werke beschäftigten sich u. a. mit der Herstellung von Traubenzucker, medizinischen Harzen sowie des Witte-Peptons, mit der Gewinnung von Araroba (Wurde zu einem Mittel gegen Hautkrankheiten verarbeitet.) und Eilezithin.
Witte war neben seiner Tätigkeit als Wissenschaftler und Unternehmer sehr stark in der lokalen und der Landespolitik aktiv. So wurde er 1893 Vorsitzender des liberalen Wahlvereins Rostock und 1902 des liberalen Landeswahlvereins beider Mecklenburg. 1897 wurde er Mitglied in der Rostocker Bürgervertretung und 1903 Vorstandsmitglied der Mecklenburgischen Handelskammer. Er war Leitungsmitglied der Rostocker Korporation der Kaufmannschaft, im Handels-, Fischerei- und Bürgerverein sowie in der Gemeinnützigen Gesellschaft und im Verein für Rostocks Altertümer. 1897 wurde er Mitglied des Vereins der Freunde der Naturgeschichte Mecklenburgs. 1919/20 gehörte er dem Verfassunggebenden Landtag des Freistaates Mecklenburg-Schwerin für die DDP an, deren Mitbegründer und mecklenburgischer Landesvorsitzender er war. Daneben war er auch Vorsitzender der Rostocker Gruppe der Deutschen Friedensgesellschaft. 1933 zog er sich mit einem Aufruf „An mein Vaterland“ aus dem öffentlichen Leben zurück.

## Familie
Friedrich Carl Witte war seit dem 7. Juni 1892 verheiratet mit der Frauenrechtlerin Laura (Elisabeth Theodore) Roth, Tochter des Baumwollhändlers Johannes Roth (1837–1894). Aus der Ehe gingen fünf Kinder hervor: Johanna (* 1893), Friedrich (* 1895), Siegfried (1897–1961), Elisabeth (* 1903) und Carl August (* 1908). Sein Schwager war der Bildhauer Frederick Roth (1872–1944). Die Politikerin Annemarie von Harlem (1894–1983) war seine Nichte, Tochter seiner Schwester Annemarie (1870–1947).
Die Familie Witte unterhielt privat zahlreiche Freundschaften, so bestand die Verbindung zur Familie von Theodor Fontane auch nach dem Tod des Vaters weiter. Ebenso bestand eine Freundschaft zum Journalisten und Politikwissenschaftler Theodor Heuss, dem späteren ersten Bundespräsidenten.

## Ehrungen
- Ehrendoktorwürde der Universität Rostock, 1919

## Schriften (Auswahl)
- Birgit Jürgens (Hrsg.): Erlebtes, Erzähltes, Erlauschtes. Geschichten aus dem alten Rostock erzählt von Friedrich Carl Witte. Edition Altstadt-Verlag, Rostock 2005. ISBN 978-3-930845-87-3
- Friedr. Witte, Rostock: 1856 – 1. Oktober – 1931. Zur Geschichte der Familie und der Firma. Adler, Rostock [ca. 1931]
- Lebenserinnerungen. Zwei Teile:

Erster Teil: Kindheit, Jugend, Schule. 1864–1883. Hinstorff, Rostock 1936 (Digitalisat RosDok)
Zweiter Teil: Studium, Reisen, erste Berufsarbeit, Heirat 1883–1893.  Hinstorff, Rostock 1938 (Digitalisat RosDok)
- Der Gelderwerb allein gilt den Kaufleuten nicht als oberstes Gesetz […]. In: Thorsten Permien: Visionen aus der Vergangenheit. Spuren der Nachhaltigen Entwicklung in den Lebenswerken bekannter Persönlichkeiten aus Mecklenburg und Vorpommern. (= Hochschulschriften zur Nachhaltigkeit; 32). Oekom-Verlag, München 2007. ISBN 978-3-86581-071-7
- Russische Reiseeindrücke mit besonderer Berücksichtigung des kaufmännischen und wirtschaftlichen Lebens, Stiller, Rostock 1899 (Digitalisat aus dem Bestand des Leibniz-Instituts für Ost- und Südosteuropaforschung)